# Mayetiola schoberi
Mayetiola schoberi är en tvåvingeart som beskrevs av Barnes 1958. Mayetiola schoberi ingår i släktet Mayetiola och familjen gallmyggor. Inga underarter finns listade i Catalogue of Life.